# Dawron Askarow
Dawron Askarow (ur. 6 stycznia 1988) – kirgiski piłkarz występujący na pozycji obrońcy. Zawodnik klubu Dordoj Biszkek.

## Kariera klubowa
Askarow karierę rozpoczynał w 2004 roku w zespole Dżasztyk-Ak-Ałtyn Karasuu. W latach 2004–2006 trzykrotnie dotarł z nim do finału Pucharu Kirgistanu, jednak ani razu nie triumfował w tych rozgrywkach. W 2007 roku został graczem Dordoju-Dinamo Naryn. Zdobył z nim dwa mistrzostwa Kirgistanu (2007, 2008) oraz Puchar Kirgistanu (2008).
W połowie 2009 roku Askarow odszedł do rezerw francuskiego Toulouse FC. Spędził tam rok, a potem wrócił do zespołu Dordoj-Dinamo. W 2011 roku zmienił on nazwę na Dordoj Biszkek. Łącznie zdobył z nim trzy mistrzostwa Kirgistanu (2011, 2012, 2014), trzy Puchary Kirgistanu (2010, 2012, 2014) oraz cztery Superpuchary Kirgistanu (2011, 2012, 2013, 2014).

## Kariera reprezentacyjna
W reprezentacji Kirgistanu Askarow zadebiutował w 2006 roku.